# Residència de Mewar

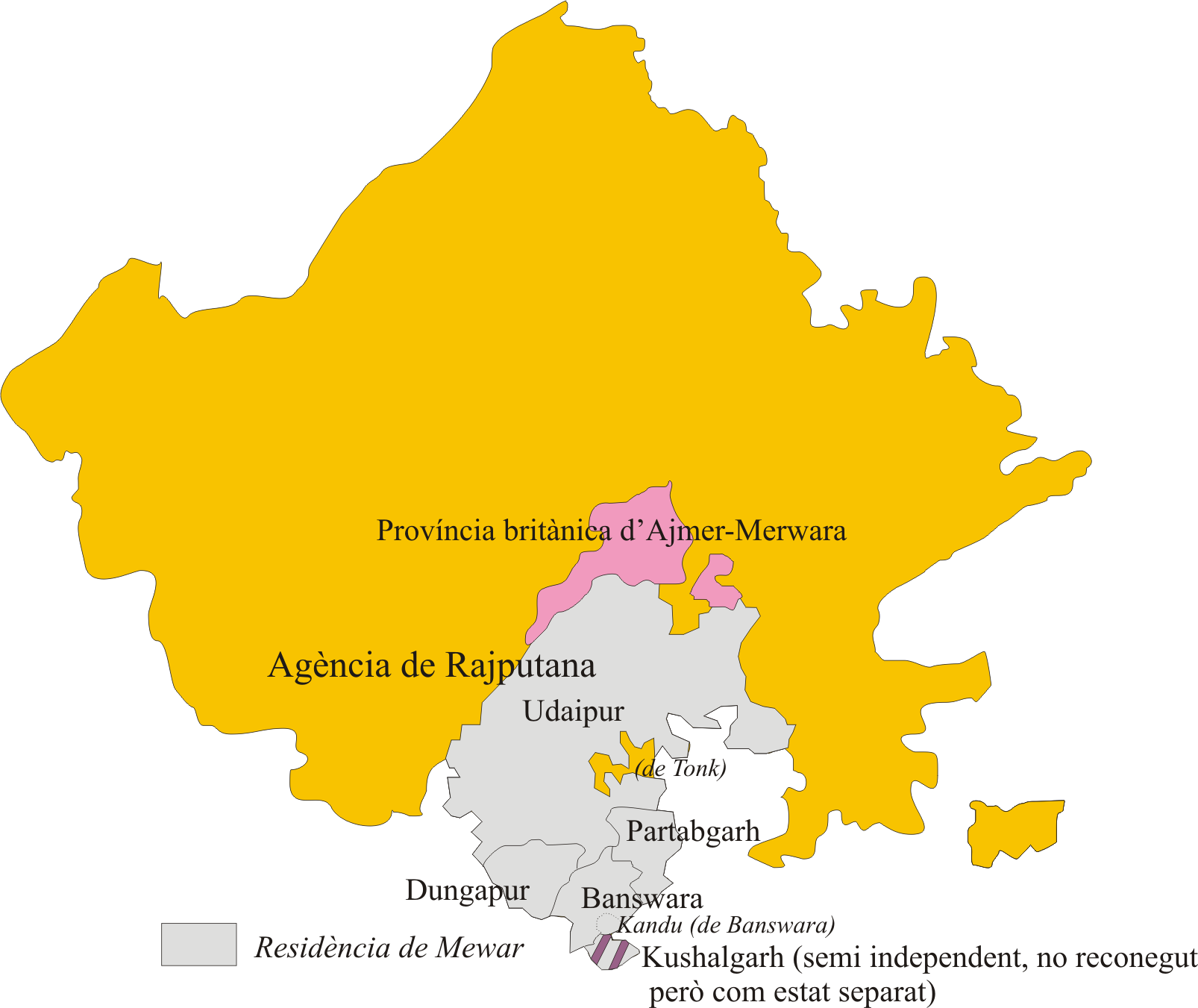
Residència de Mewar fins al 1906; Kushalgarh era part de Banswara i no reconegut com estat separat

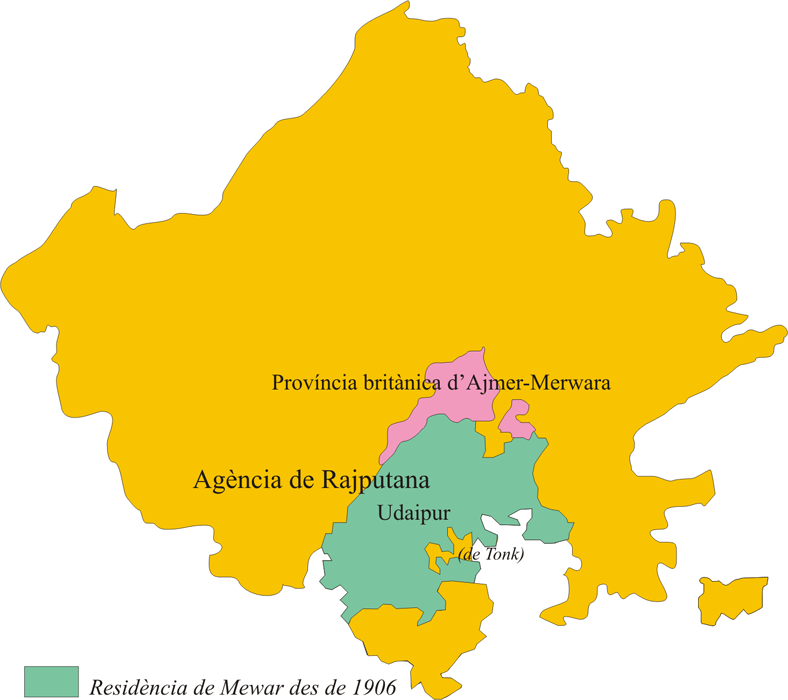
Residència de Mewar o Udaipur després del 1906

La residència de Mewar o Udaipur fou una de les divisions polítiques de l'agència de Rajputana, a la part sud d'aquesta, formada pels estats d'Udaipur (o Mewar), Banswara, Dungarpur i Partabgarh. La capital era Udaipur (ciutat), i l'assistent del resident tenia la seu generalment a Dungarpur (ciutat). El seu límit occidental venia marcat per la serralada Aravalli.
Va existir així fins al 1906 quan els tres estats menors en foren separats per formar l'Agència dels Estats de Rajputana Occidental (que no s'ha de confondre amb la Residència dels Estats de Rajputana Oriental) i segurament llavors se li va incorporar el'estat de Kushalgarh. Del 1906 al 1947 la residència va quedar limitada a l'estat d'Udaipur.
La població el 1881 era de 1879.214 habitants i va pujar a 2.310.024 el 1981, però la fam del 1899-1900 i les epidèmies que van seguir la va fer baixar a 1.336.283 el 1901. El 69% eren de religió hindú, els animistes (principalment bhils) el 21% i els jains el 6%. La superfície era de 43952 km². Tenia 8359 pobles i 17 ciutats de les quals dues tenien més de deu mil habitants el 1901: Udaipur (45.976) i Bhilwara (10.356).
Per la nova residència de Mewar després del 1906, vegeu Udaipur.